# Wolverhampton (stacja kolejowa)
Wolverhampton - stacja kolejowa w Wolverhampton, w hrabstwie West Midlands, w Anglii (Wielka Brytania), na linii West Coast Main Line. Jest obsługiwana przez 
London Midland, CrossCountry, Virgin Trains, Wrexham & Shropshire i Arriva Trains Wales.
Pierwsza stacja została otwarta w 1852 przez London and North Western Railway (LNWR). Jedyna widoczna pozostałość pierwotnej stacji jest Queen's Building, brama kolejowa na dysk, która prowadziła do stacji, która obecnie wykorzystywana jest jako bufet obsługujący dworzec autobusowy Wolverhampton. Trzy lata później Great Western Railway (GWR) otworzyło drugą stację, zlokalizowaną za starszą stacją w dole, która stała się znana jako Wolverhampton Low Level, inne stają się znane jako Wolverhampton High Level.